# Мазырин, Виктор Александрович
Ви́ктор Алекса́ндрович Мазы́рин (30 мая 1859, Алатырь — 1919, Москва) — русский архитектор, мастер московского модерна. Автор особняка Арсения Морозова в Москве на Воздвиженке, 16.

## Биография
Виктор Александрович Мазырин родился 30 мая 1859 года в Алатыре Симбирской губернии в семье Александра Ефимовича Мазырина — дворянина по происхождению, лекаря 4-го резервного батальона Суздальского пехотного полка. Отец скончался, когда Виктор был совсем ребёнком, и до 9-летнего возраста его воспитывала мать, Федосья Ивановна.
В 1868 году мать отправила сына на учёбу в Нижегородскую мужскую гимназию и устроила его в пансион. Вскоре Федосья Ивановна умерла и опекунство над Виктором взяла на себя тётка по отцу, которая изредка его навещала в Нижнем Новгороде. Ещё во время учёбы в гимназии Мазырин получил от сверстников прозвище Анчутка (нар. чёртик, бесёнок) — за необычную внешность (смуглую кожу, волнистые тёмные волосы, нос с горбинкой) и тягу ко всему мистическому и сверхъестественному; это прозвище сохранилось за Мазыриным на всю жизнь.
После окончания в 1876 году гимназии Мазырин отправился в Москву, где в том же году выдержал экзамен и был зачислен в Московское училище живописи, ваяния и зодчества. В МУЖВЗ Виктор посещал научный класс, класс живописи и рисования и архитектурный класс. Одновременно с ним в это время учились Ф. Н. Кольбе. Ф. Ф. Воскресенский, А. О. Гунст, С. В. Малютин, Н. Д. Струков, А. Э. Эрихсон, К. А. Коровин; с последним у Мазырина завязались дружеские отношения, продолжавшиеся и после окончания МУЖВЗ. Коровин объяснял прозвище Мазырина по-другому: «Почему Анчутка — очень на девицу похож. Если надеть на него платочек бабий, ну готово — просто девица». В 1882 году В. А. Мазырин кончил училище со званием классного художника архитектуры. После окончания училища участвовал в проектировании выставочных построек: в 1889 году — в проектировании павильонов России на Всемирной выставке в Париже, в 1891 году — в строительстве Среднеазиатской выставки в Москве, в 1894 году построил русский павильон на Всемирной выставке в Антверпене.
Кроме Коровина, Мазырин дружил с И. Ф. Токмаковым, В. А. Серовым, Ф. И. Шаляпиным. Входил в элитарный круг культурных деятелей Москвы — был близко знаком с В. М. Васнецовым, А. Ф. Гаушем, И. Э. Грабарём, А. М. Горьким, А. И. Куприным и другими. Мазырин был большим оригиналом — увлекался Востоком, мистикой и спиритизмом; считал себя реиинкарнацией строителя египетских пирамид. Много путешествовал: дважды побывал в Египте, посетил Японию и ряд европейских стран. Из поездок архитектор привозил зарисовки и фотографии различных построек и архитектурных элементов.
На Всемирной выставке в Антверпене Мазырин познакомился с Арсением Морозовым — двоюродным племянником российского купца и мецената Саввы Морозова. Морозов, также отличавшийся весьма оригинальными взглядами, сблизился с Мазыриным; предложил ему спроектировать свой новый дом. Для поиска образа будущего дома архитектор и заказчик отправились в путешествие по Европе. Во время посещения Синтры в Португалии на обоих произвело большое впечатление здание Дворца Пена (Palácio da Pena), выстроенное на холме Круц Альта недалеко от центра города. По возвращении в Москву А. А. Морозов заказал Мазырину постройку особняка в стиле мануэлино, характерном для Португалии и дворцов Синтры. Первый камень в основание будущего дома на Воздвиженке заложила в 1897 году старшая дочь архитектора Лида — балерина Мариинского театра. Уже через три года строительство было закончено. Постройка особняка принесла В. А. Мазырину большую, почти скандальную славу. Здание резко выделялось среди московской застройки причудливыми формами и затейливым декором. Решённый в формах поздней эклектики, свободным планом и гротескными деталями особняк был близок к входившему тогда в архитектурную практику модерну.
В 1910-х годах по типовому проекту Мазырина в стиле рационального модерна были возведены два доходных дома — в Подсосенском переулке и на улице Машкова. Постройки были решены в свойственной позднему модерну строгой манере, однако, несмотря на внешнюю простоту, выделялись запоминающимся художественным обликом.
В. А. Мазырин умер от брюшного тифа в 1919 году, похоронен в Москве на Пятницком кладбище.

## Проекты и постройки
- Перепланировка доходного дома Никитского монастыря (1883, Москва, Большая Никитская улица, 9/15, стр. 1)[Комм 1];
- Постройки в имении И. Ф. Токмакова «Олеиз» (не ранее 1883, Крым);
- Участие в проектировании и декорировании российского павильона на Всемирной выставке (1889, Париж), не сохранился;
- Перестройка доходного дома Н. Н. Чернева (1890, Москва, Средний Кисловский переулок, 2);
- Перестройка бывш. усадьбы Попова М. А. Морозова (М. К. Морозовой) (египетский холл, мавританский зал, конюшня и каретный сарай) (1890, Москва, Смоленский бульвар, 26/9);
- Проект дома Халатова (1890, Москва, Рождественский бульвар, 9), не осуществлён;
- Перестройка доходного дома (1890—1892, Москва, Большая Никитская улица, 9/15, стр. 1)[7];
- Участие в строительстве и декорировании павильонов Среднеазиатской выставки (1891, Москва), не сохранились;
- Перестройка главного дома городской усадьбы (1891, Хлебный переулок, 28), позднее перестроен А. Н. Зелигсоном[7];
- Городская усадьба В. А. Морозовой, совместно с Р. И. Клейном (1891, Москва, Воздвиженка, 14, стр. 1), объект культурного наследия регионального значения[7];
- Русский павильон на Всемирной выставке (1894, Антверпен), не сохранился;
- Особняк А. А. Морозова, с хозяйственным флигелем, оградой и воротами (1894—1899, Москва, Воздвиженка, 16), объект культурного наследия федерального значения[7];
- Возведение и оформление главного павильона, павильонов Тверской и Никольской мануфактур, павильона «Товарищества Ф. Реддавей и К°» на Всероссийской промышленной и художественной выставке (1896, Нижний Новгород), не сохранились;
- Доходный дом Н. К. Лебедева (1990-е, Москва, Большая Якиманка, 50), не сохранился;
- Проект Храма Святого Сергия (1901, Рязань), не осуществлён;
- Доходный дом А. Д. Недыхляева (1901—1902, Москва, Первый Коптельский переулок, 24);
- Оформление Всероссийской кустарно-промышленной выставки в Таврическом дворце (1902, Санкт-Петербург), не сохранилось;
- перестройка доходного дома (1903, Москва, Лесная улица, 55, стр. 1)[8]
- Переустройство алтарной части и расширение церкви Николая Чудотворца (1903—1904, Наро-Фоминск, улица генерала Ефремова, 2), объект культурного наследия федерального значения;
- Церковь Николая Чудотворца (1904, с. Березино Клинского района Московской области), руинирована;
- Реконструкция доходного дома М. А. Перельмана (1904, Москва, Большая Грузинская улица, 63), не сохранился;
- Имение Ф. И. Шаляпина (главный дом, коровник, конюшня, сенной сарай), при участии К. А. Коровина, В. А. Серова (1904—1905, д. Ратухино Переславского уезда Владимирской губернии), не сохранились;
- Перестройка церкви (1905, Кунцево);
- Доходный дом Т. А. Селиной (1907, Москва, Второй Ростовский переулок, 1);
- Перестройка доходного дома церкви Рождества Пресвятой Богородицы в Столешниках (1907, Москва, улица Петровка, 11), не сохранился;
- Доходный дом М. В. Евдокимова (1907, Москва, Проектированный Новый переулок, 13), не сохранился;
- Доходный дом Т. А. Селиной (1907—1908, Москва, Второй Ростовский переулок, 1), 2-я очередь постройки;
- Доходный дом Д. З. Гинзбург (1908—1910, Москва, Фурманный переулок, 22);
- Доходный дом А. С. Фролова (1908—1910, Москва, Фурманный переулок, 20);
- Доходный дом А. С. Фролова — Ю. Н. Дурновой (1909—1914, Москва, улица Машкова, 21);
- Доходный дом П. И. Булатова (1910-е, Москва, Большой Балканский переулок, 1, 3), не сохранился;
- Доходный дом В. В. Каштанова (1910-е, Москва, Ботанический переулок, 8), не сохранился;
- Доходный дом И. С. Соловьёва (1910-е, Москва, Проектированный Новый переулок, 16), не сохранился;
- Доходный дом Красавиной (1910-е, Москва, 2-й Бабьегородский переулок, 6), не сохранился;
- Доходный дом С. Ф. Мосолова — Скугаревского (1910, Москва, Подсосенский переулок, 14, стр. 1);
- Проект церкви в имении В. И. Солдатенкова (1910, Кунцево), не осуществлён;
- Доходный дом А. С. Фролова (1910—1914, Москва, Бауманская улица, 23);
- Доходный дом Куликовского (1911, Москва, Третий Обыденский переулок, 4/8);
- Доходный дом Н. П. Тимофеевой и Е. И. Буланкиной (1913, Москва, Гавриков переулок, 23—25), не сохранился;
- Доходный дом П. Ф. Шиперко (1913, Владимиро-Долгоруковская улица, 3), не сохранился;
- Доходный дом Ф. Т. Кононовой (1911—1913, Москва, улица Машкова, 17);
- Пристройка флигеля во владении А. А. Недыхляева (1912, Москва, Первый Коптельский переулок, 24, во дворе);
- Доходный дом Т. А. Селиной (1913—1914, Москва, Четвёртый Ростовский переулок, 2, левое строение);
- Доходный дом Р. А. Трифоновой (1914, Москва, Большая Грузинская улица, 18);
- Ремонт помещений Выксунского Иверского женского монастыря (1915—1916, Москва, Малая Бронная улица, 23);
- Деревянная церковь Церковь Иконы Божией Матери Казанская в Лосиноостровской (1916, станция Лосиноостровская), не сохранилась;
- Реставрация дома Перцовой (1918, Москва, Соймоновский проезд, 1).

## Семья
Был женат на Варваре Геннадьевне Мазыриной. Их дети:
- Михаил (6.11.1902-?), Христорождественская церковь в Палашах.
- Лидия, балерина Мариинского театра, замужем за композитором А. Г. Шапошниковым.

Мазырин, Сергей Викторович (-.-.1897-28.07.1873)
Мазырина, Татьяна Викторовна (-.-.1893 г.р.)

## Память
В 1995 году по личной просьбе внука архитектора Ивана Андриановича Шапошникова скульптор Игорь Замедянский создал мемориальную доску в честь В.А. Мазырина, которая до сих пор висит на особняке А. А. Морозова (Москва, Воздвиженка, 16)

## Комментарии
1. ↑  Здесь и далее проекты и постройки даны по М. В. Нащокиной и Е. Н. Савиновой, с необходимыми дополнениями и уточнениями.